# Premi Nacional d'Investigació Pascual Madoz
El Premi Nacional d'Investigació Pascual Madoz és un premi de dret, ciències econòmiques i socials convocat pel Ministeri d'Educació i Ciència d'Espanya.
El premi es va instaurar el 2001 i pertany juntament amb altres nou premis als Premis Nacionals d'Investigació. La dotació puja a 100.000 €.
L'objectiu de tots aquests premis és el reconeixement dels mèrits de les científics o investigadors espanyols que realitzen «una gran labor destacada en camps científics de rellevància internacional, i que contribueixin a l'avanç de la ciència, al millor coneixement de l'home i la seva convivència, a la transferència de tecnologia i al progrés de la Humanitat».

## Premiats
| Any  | Investigador                        | Treball |
| ---- | ----------------------------------- | --- |
| 2002 | María Ángeles Durán Heras           | sociologia de la salud, treball no remunerat                                                                                    |
| 2004 | Jordi Nadal i Oller                 | història de la industrialització espanyola.                                                                                     |
| 2006 | Andreu Mas-Colell                   | teoria de la demanda, teoria de jocs cooperatius i no cooperatius                                                               |
| 2008 | Francisco Javier Laporta San Miguel | contribució a l'enriquiment del mètode jurídic, especialment a la consolidació de l'Estat de Dret                               |
| 2010 | Salvador Barberà Sandez             | contribució essencial a l'Economia Pública i la seva aportació fonamental a la construcció d'institucions acadèmiques a Espanya |
| 2014 | José Luis García Delgado            | anàlisi històrica-econòmica dels grans esdeveniments del segle XX a Europa i Espanya                                            |